# Morichal Largo
Morichal Largo je rijeka u Venezueli. Pritoka je rijeke Tigre i pripada porječju rijeke Orinoco.